# Francesco del Giudice
Francesco del Giudice (Nàpols, 7 de desembre de 1647 – Roma, 10 d'octubre de 1725) va ser un religiós napolità, cardenal de l'Església Catòlica, al servei de la monarquia espanyola, durant el regnat de Felip V d'Espanya. Va ocupar diversos càrrecs, entre els quals virrei de Sicília, conseller d'Estat i inquisidor general.

## Biografia
Els seus orígens familiars són genovesos, si bé la família s'estableix a Nàpols al segle xvi i aconsegueix augmentar el seu estatus i introduir-se dins l'aristocràcia del regne napolità gràcies al creixement de la seva riquesa, que els permet l'accés a baronies i a les altes esferes de poder i els càrrec públics dins d'una política d'ascens social gràcies al domini hispànic del regne.
Francesco era fill de Nicolò Del Giudice, que en el context familiar va comprar el títol de Príncep de Cellamare el 1631 i el de duc de Giovinazzo el 1639, i d'Ippolita Palagana. Francesco va optar a una carrera eclesiàstica com a fill segon de la família, mentre Dominic, el fill gran esdevenia l'hereu al títol i seria protagonista de la seva pròpia carrera política al servei de la monarquia espanyola.
Gràcies als recursos financers familiars i a la política d'Espanya, aviat es fa prelat de l'Església i té una carrera ràpida i brillant. Durant el pontificat de Climent IX va ser protonotari apostòlic i va ser nomenat sots-llegat a Bolonya. Tanmateix, fou secretari de la Cambra de Representants i obtingué la governació de Fano. Amb el canvi de papa a Innocenci XI esdevé governador de la ciutat de Roma i encarregat i president de l'Annona. Durant aquests anys fa amistat amb l'ambaixador espanyol a Roma, el duc de Medinaceli.
Finalment, el 13 de febrer de 1690, Alexandre VIII el va crear cardenal del títol de Santa Maria del Popolo, atorgat el 10 d'abril, que més tard canviaria pel de Santa Sabina el 30 de març de 1700. La seva activitat com a cardenal va ser intensa dins de la Cúria, sent participant de nombroses congregacions, va ser membre de diverses com les del Consistori, del Ritu de Propaganda, de Signatura de Gràcia, i també va ser secretari de la Inquisició entre 1719 i 1725. Tanmateix també va ser participant de diversos conclaves, entre ells el 1691, en el qual va ser un dels promotors de l'elecció d'Antonio Pignatelli, és a dir d'Innocenci XII, amic i parent llunyà seu, i que havia rebut favors i beneficis seus. A través d'aquesta elecció esperava rebré més favors, però no va ser així i finalment va marxar a Nàpols per protestar.
De tornada a Roma va aliar-se amb el bàndol espanyol del duc de Medinaceli davant d'un nou conflicte entre les autoritats estatals i l'arquebisbe de Nàpols Giacomo Cantelmo el 1699. El 29 de novembre de 1699, Carles II el va voler com a membre del Consell d'Estat, però Giudice va continuar la seva estada a Roma, i va ser partícip del conclave de 1700.
A la mort de Carles II, i l'accés de Felip V al tron de la monarquia hispànica, Giudice va defensar fortament les postures profranceses i va ser un dels principals exponents del partit borbònic. Va ser gaudí de la confiança de Felip V d'Espanya. Giudice va esdevenir virrei de Sicília el 1702, durant la Guerra de Successió, on va exercir funcions principalment de defensar i d'ordre intern fins al 1704, quan Felip V va voler atorgar-li l'arquebisbat de Monreale, sent ordenat el 10 de febrer de mans de l'arquebisbe de Palerm José Gasch, poc després marxava a Roma, on va estar fins al trencament de relacions entre Felip V i la Santa Seu pel reconeixement oficial d'aquesta a l'arxiduc Carles en la contesa bèl·lica.
D'ençà aleshores s'està a la cort de Madrid, on el 1712 és nomenat membre del Consell d'Estat, on va participar en projectes referents a la successió de França, per la delicada salut de Lluís XV i qüestions diplomàtiques amb Roma; el 1714 va participar en una missió diplomàtica a París. També va ser nomenat Inquisidor General d'Espanya, en un moment en què pujava el partit regalista a la cort, dirigit per la princesa d'Orsini i Melchor de Macanaz, del qual Giudice fou enemic declarat i sobre el qual va iniciar un procés en contra. No obstant això, el rei el va destituir i va demanar la reforma del tribunal de la Inquisició a Roma. Tanmateix, l'arribada de la nova esposa del monarca, la parmesana Isabel Farnese i el seu conseller Julio Alberoni, favorables, inicialment, a Giudice, va provocar la caiguda definitiva de Macanaz el febrer de 1715, després de la qual el cardenal va esdevenir de nou inquisidor general i el 1715 és nomenat ministre d'afers eclesiàstics.
Però aviat s'enfrontà amb Alberoni i es refugià a Roma el 1716. Allà, el 12 de juliol de 1717 se li atorga el títol de cardenal bisbe de Palestrina i, el 3 de març de 1721 canvia pel de Frascati i, finalment, el 12 de juny pel d'Ostia e Velletri, si bé va mantenir-se com a arquebisbe de Monreale fins a la seva renúncia l'11 de febrer de 1725. Mesos després, a l'octubre, moria a Roma.